# Ilario Lanivi
Ilario Lanivi (parfois francisé en Hilaire Lanivi, en raison du bilinguisme officiel en vigueur en Vallée d'Aoste) est un homme politique italien de la Vallée d'Aoste qui s'est fortement impliqué dans la formation d'un certain nombre de partis politiques.

## Biographie
Lanivi commence sa carrière politique avec les chrétiens-démocrates. Il se sépare d'eux en 1970, quand une faction fait sécession pour former les Démocrates populaires, orientés à gauche, qui fusionne avec l'Union valdôtaine progressiste en 1984 pour devenir les Autonomistes démocrates progressistes, dont Lanivi est un membre éminent.
Le 9 mars 1991, Lanivi et Amato Maquignaz fondent un nouveau parti politique, les Autonomistes indépendants. En avril 1992, il est élu président de la région Vallée d'Aoste, à la tête d'une coalition composée de l'Union valdôtaine, du Parti démocrate de la gauche, du Parti socialiste italien, des Autonomistes démocrates progressistes et du Parti républicain italien.
En 1993, Lanivi fonde Pour la Vallée d'Aoste en collaboration avec César Dujany, ancien chef des Démocrates populaires.
En 2007, Lanivi et Auguste Rollandin sont reconnus coupables de mauvaise gestion des fonds publics de transport dans La Vallée et condamnés respectivement à une amende de 300 000 euros et 480 000 euros.